# The Wanted
 (février 2017).
The Wanted est un boys band  originaire du Royaume-Uni formé à Londres. Le groupe est composé de cinq garçons, Max George, Siva Kaneswaran, Jay McGuiness, Tom Parker et Nathan Sykes.
Leur premier album studio, The Wanted, est paru le 25 octobre 2010. Le premier extrait de cet album All Time Low s'est classé numéro un des ventes au Royaume-Uni dès sa sortie dans le courant du mois d'août 2010. Le second single Heart Vacancy s'est classé numéro deux des ventes de singles et il s'est ensuivi le single Lose My Mind qui est sorti le 26 décembre 2010.
Leur second album studio, Battleground, est paru le 7 novembre 2011. Quatre singles en sont extraits : Gold Forever, Lightning, Warzone et Glad You Came, qui s'est classé pendant deux semaines numéro un au Royaume-Uni et pendant cinq semaines en Irlande en juillet 2011. Glad You Came est aussi leur premier single en France.
Le 22 janvier 2014, les membres du groupe annoncent, par communiqué, leur séparation pour se consacrer à des projets personnels. Celle-ci prendra effet après leur tournée Word of Mouth Tour.
Le 8 septembre 2021 le groupe se reforme et annonce que le 12 novembre suivant ils sortiront un nouvel album, de leurs hits, intitulé Most Wanted - The Greatest Hits, ainsi qu'une nouvelle chanson.

## Membres
The Wanted est constitué de 5 membres : Max George, Nathan Sykes, Siva Kaneswaran, Tom Parker et Jay McGuiness.

### Max George
Maximilian Alberto George dit Max George est né le 6 septembre 1988. Il a grandi à Manchester. Avant de se lancer dans la musique, il a débuté dans le football en jouant pour le club de Preston North End en signant un contrat de deux ans. Ses débuts dans la musique commencent au sein du groupe Avenue, un boysband composé de cinq garçons, Jonathan Lloyd, Scott Clarke, Ross Candy, Jamie Tinkler et Max lui-même. Le groupe participe alors à l'émission de télévision The X Factor lors de sa troisième saison en 2006 et passe les sélections jusqu'à arriver à l'épreuve du « Bootcamp » (camp d'entraînement) avec le jury Louis Walsh. Seulement les médias révèlent alors que le groupe Avenue ne respecte pas le règlement du jeu puisqu'il a déjà signé un contrat professionnel avant l'émission. Le groupe fut donc disqualifié de l'émission,. Avenue reconnaît alors avoir menti et Max George admet ouvertement que « ce n'est pas la faute de X Factor » dans la vidéo qui montre l'élimination du groupe dans le bureau de Louis Walsh.
À la suite de cette élimination, Andrew (Andy) Brown rejoint le groupe en remplacement de Jamie Tinkler. Le groupe sort un premier single et connaît un petit succès grâce à leur exposition lors de X Factor. Ce single, Last Goodbye, se classera 50e des ventes au Royaume-Uni. Il est suivi d'un second, Can You Feel It, qui sera le dernier puisque le groupe se sépare en avril 2009.
En 2008, alors que Max était toujours membre du groupe Avenue, il est apparu nu en couverture du magazine britannique AXM lors du « Naked Issue » (numéro « spécial nu ») afin de participer à la recherche pour la lutte contre le cancer.
En janvier 2014, George annonce qu'il a été signé en tant qu'artiste solo par le manager Scooter Braun.
En 2014, il joue le rôle de Clint dans la sixième saison de Glee.
En février 2015 il participe à la première saison de l'émission Bear Grylls: Mission Survive.

### Nathan Sykes
Nathan James Sykes est né le 18 avril 1993 et a grandi à Gloucester. Il commence à chanter et se produire sur scène à l'âge de six ans. Il fait une apparition dans l'émission Ministry of Mayhem en 2004, et remporte le « Door Youth Project's Undiscovered Youth Talent Contest ».
En 2004, il participe aux  sélections britanniques pour le Concours Eurovision de la chanson junior 2004. Il s'y classe 3e.
Nathan Sykes sort deux singles en 2015.

### Siva Kaneswaran
Siva Stephen Michael Kaneswaran est né le 16 novembre 1988 . Siva a d'abord été mannequin dès l'âge de seize ans et est apparu dans diverses publicités en étant sous contrat avec l'agence Storm Model Management.
Après la séparation de The Wanted, Siva reprend ses activités dans le mannequinat.
En juillet 2014, le mannequin et chanteur anime « Extra TV » avec Mario López.
En 2019 il est finaliste de l’émission Celebs on the Ranch. 

### Tom Parker
Thomas Anthony Parker est né le 4 août 1988 et a grandi à Bolton.
Il a tenté sa chance en solo en participant à The X Factor mais n'a pas passé le premier stade des auditions. 
Il est allé à l'université métropolitaine de Manchester, mais a abandonné pour se lancer dans une carrière musicale.
Après la séparation du groupe, Tom retourne à ses activités de dj. En 2013, Parker sort sa marque de vêtements, "Hashtagz Clothing".
Le 13 juin 2014, il enregistre une chanson Fireflies.
En 2017, il rejoint le casting de la comédie musicale "Grease" à Londres, où il interprète le rôle de Danny Zucko.
En octobre 2020, il annonce qu'il est atteint d'une tumeur inopérable. Il meurt le 30 mars 2022.

### Jay McGuiness
James Noah Carlos McGuiness dit Jay ou JayBird, est né le 24 juillet 1990 à Nottingham. Il participe à des cours de danse dès l'âge de 13 ans, il est diplômé de l'Académie des Midlands danse et art dramatique en 2009.
En 2015 il fait partie de la compétition de Strictly Come Dancing 13. Il est le vainqueur de cette treizième saison.

## Histoire du groupe

### 2009 - 2010: Formation du groupe et premier album: The Wanted

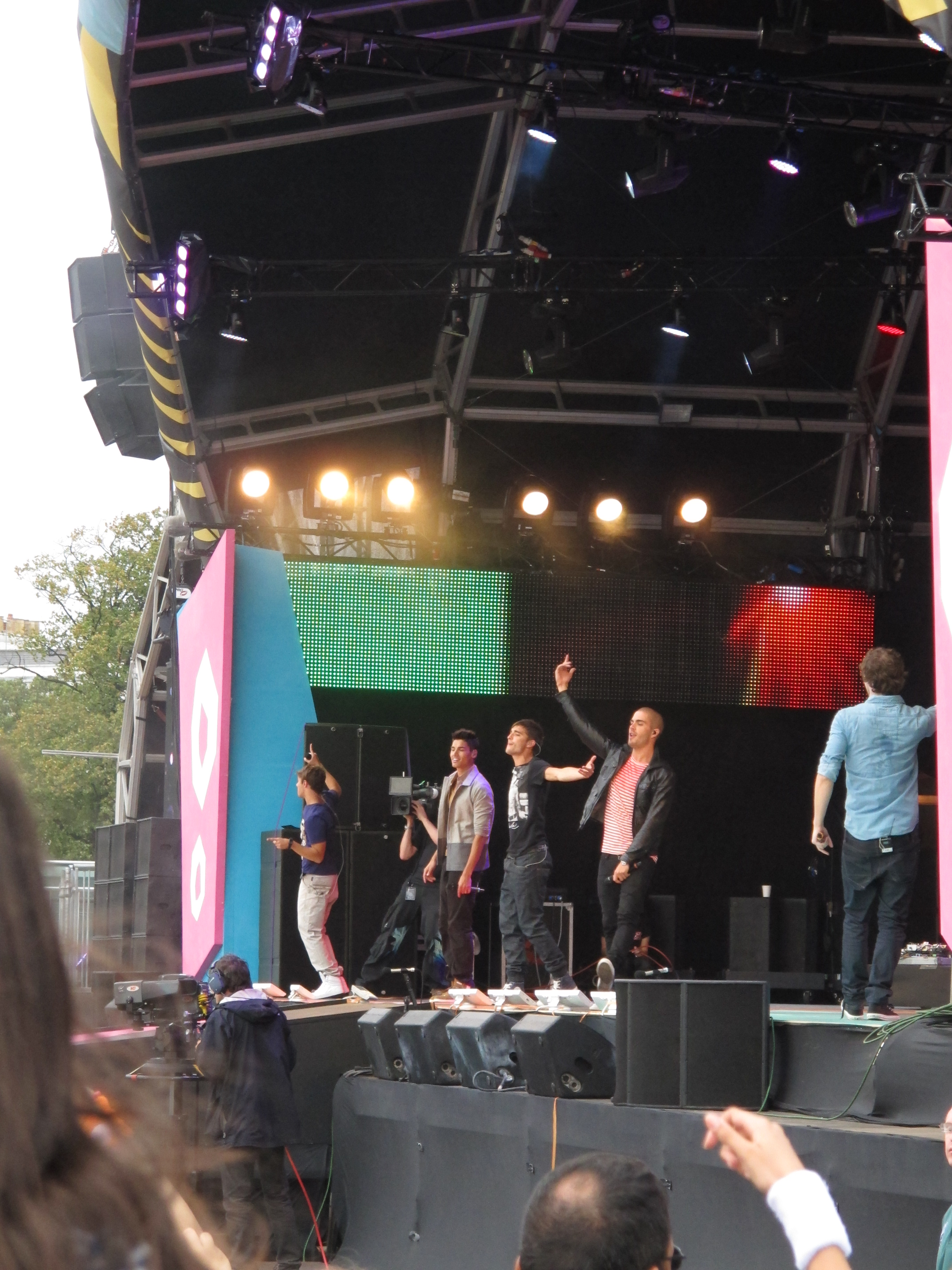
Le groupe en concert en septembre 2011.

The Wanted est un groupe masculin britannique qui réside à Londres et qui a été créé en 2009 au Royaume-Uni après de multiples auditions.
Max George, Jay McGuiness, Nathan Sykes, Siva Kaneswaran et Tom Parker sont les 5 membres du groupe ayant signé sur le label "Geffen Records" en 2010, sous le même management que le groupe féminin The Saturdays par exemple. Chanteurs et danseurs, ils sont aussi compositeurs. Siva et Tom sont guitaristes, Max est bassiste, Nathan est pianiste et Jay joue des percussions.
Tom Parker, Nathan Sykes et Jay McGuiness ont auditionné alors qu'ils n'étaient pas connus. Ils ont été suivis par Siva Kaneswaran, qui est apparu comme mannequin dans plusieurs campagnes publicitaires et Max était désireux de continuer dans un groupe masculin à la suite de la séparation de son précédent groupe, The Avenue. Nathan Sykes a trouvé le nom du groupe « The Wanted ».
The Wanted ont la chance de collaborer avec le chorégraphe de l'émission The X-Factor, Brian Friedman, qui s'occupe de diriger leur performance sur scène.
À la suite d'un regain de popularité des groupes masculins en 2009 au Royaume-Uni, grâce notamment au JLS, The Wanted ont donc décidé de contribuer à la résurrection des groupes masculins, tout en essayant de changer les préjugés à leur sujet.
The Wanted ont indiqué ne pas avoir d'influence musicale particulière. Ils sont conscients que les jeunes adolescents sont leur principale cible.
Leur premier album The Wanted est sorti le 25 octobre 2010. Il a été précédé de leur premier single All Time Low. Ils viennent de terminer une tournée promotionnelle à la télévision, dans des écoles, à la radio, dans des boîtes de nuit, des festivals et sur l'Internet, ce qui leur a permis d'acquérir un peu plus de notoriété et de popularité.
Le deuxième single de leur premier album est Heart Vacancy dont le vidéoclip a été tourné les 6 et 7 juillet 2010.
C'est le titre Lose My Mind qui a été choisi pour faire office de troisième single. Le vidéoclip a été tourné les 1er et 2 octobre 2010 à New York. Ce titre a été interprété en direct lors d'un prime de l'émission The X Factor.
En mars 2011, le groupe a fait une tournée à l'échelle nationale. « Behind Bars Tour »  était à l'appui de leur premier album The Wanted avec 16 dates tenues dans les salles en mars et avril 2011.

### 2011 - 2012: Deuxième album: Battleground
En janvier 2011, le groupe a commencé à travailler sur leur deuxième album studio. Steve Mac, Wayne Hector, Ed Drewett, Diane Warren et Guy Chambers ont participé à l'écriture de l'album. Battleground est sorti le 4 novembre 2011 au Royaume-Uni et 4 singles sont extraits de cet album.
Le premier single, Gold Forever, est sorti au profit de l'organisation caritative Comic Relief le 13 mars 2011. Il a atteint la troisième place sur le « UK Singles Chart ». En juillet 2011, le groupe a sorti un second single, Glad You Came, qui se classe no 1 pendant 2 semaines et a fait partie du Top 10 pendant 6 semaines en Grande-Bretagne. Le single a également atteint la première place en Irlande et y est resté pendant cinq semaines. Le troisième single Lightning, extrait de l'album, a été diffusé le 16 octobre 2011, et a atteint la 2e place au Royaume-Uni et la 5e en Irlande. Le quatrième single, Warzone est sorti le 26 décembre 2011.
Le groupe a sorti leur EP aux États-Unis et au Canada le 24 avril 2012. Cet EP comprend des chansons de leurs deux albums précédents sortis exclusivement au Royaume-Uni et deux nouveaux singles : Chasing the Sun et Satellite.
Le groupe s'est beaucoup fait connaître en Amérique du Nord au début de l'année 2012 en faisant beaucoup de promotion dans des stations de radios et en se produisant dans plusieurs émissions populaires américaines, telles que The Ellen DeGeneres Show, The Tonight Show with Jay Leno (deux fois), American Idol, The Voice, The Today Show et The View. De plus, ils sont apparus dans Punk'd et Chelsea Lately. En avril 2012, le tube de The Wanted, Glad You Came, est consacré double platine.
Le boys band a fait sa première tournée américaine au début de l'année 2012, dans laquelle les tickets de deux de leurs spectacles se sont vendus en quelques minutes.

### 2012 - 2013: Troisième album: Word of Mouth
Après le succès de leur deuxième album Battleground, The Wanted se sont lancés dans la préparation d'un troisième album en 2012. Dans celui-ci, le groupe a collaboré à l'écriture de 10 chansons. En outre, le groupe a enregistré un morceau avec Pitbull et le DJ Afrojack, Have Some Fun, qui est présent dans l'album de Pitbull.

I Found You est le second single, après Chasing the Sun, tiré de cet album. Celui-ci a été réalisé le 27 août à Los Angeles et est mis en vente à partir du 4 novembre. Leur troisième album s’intitulera : Word of Mouth. Les garçons ont reporté sa sortie au 23 septembre 2013, après l'avoir initialement prévu pour le 16 septembre, pour rajouter d'autres chansons dans l'album mais ils le reporte encore pour le 4 novembre 2013 qui contient 20 chansons dont We own the night, Show me love et Running Out Of Reasons.
 
The Wanted participe à quelques dates européennes des concerts de Justin Bieber[réf. souhaitée].

### 2021
Le groupe se reforme et l'annonce le 8 septembre 2021.
Pour les 10 ans du groupe en 2020, ils devaient se retrouver, malheureusement à cause de la pandémie cela fut reporté.
Le 20 septembre 2021, ils ont donné un concert caritatif contre le Cancer "Inside My Head" au Royal Albert Hall à Londres organisé par Tom Parker.
Puis, le 12 novembre 2021, est sorti un nouvel album de leurs hits intitulé "Most Wanted - The Greatest Hits", ainsi qu'une nouvelle chanson.

## Discographie

### Singles
- All Time Low (25 Juillet 2010)
- Heart Vacancy (17 Octobre 2010)
- Lose My Mind (26 Décembre 2010)
- Gold Forever (13 Mars 2011)
- Glad You Came (10 Juillet 2011)
- Lightning (16 Octobre 2011)
- Warzone (26 Décembre 2011)
- Chasing The Sun (17 Avril 2012)
- Bring It Home (22 Octobre 2012)
- I Found You (4 Novembre 2012)
- Have Some Fun (16 Novembre 2012)
- Walks Like Rihanna (10 Mai 2013)
- We Own The Night (11 Août 2013)
- Could This Be Love (7 Octobre 2013)
- Show Me Love (America) (25 Octobre 2013)
- Glow In The Dark (23 Mars 2014)
- Rule The World (13 Octobre 2021)
- Stay Another Day (5 Novembre 2021)
- Gold Forever (For Tom) (27 Avril 2022)

### Ouvrages
- Chas Newkey-Burden, The Wanted: The unauthorized biography, Michael O'Mara Books Ltd, octobre 2010, 240 p. (ISBN 978-1843175568)